# Trachelipus pierantonii
Trachelipus pierantonii là một loài chân đều trong họ Trachelipodidae. Loài này được Arcangeli miêu tả khoa học năm 1932.